# 剛果國際協會
剛果國際協會（法語：Association internationale du Congo）是比利時利奧波德二世於1879年11月17日成立的一個協會。它取代了比利時上剛果研究委員會，後者是為開採剛果而成立的國際非洲協會傀儡組織的一部分。剛果國際協會的目標是建立對剛果盆地的控制並開發其經濟資源。柏林會議認識到該社會對其控制的領土擁有主權，並於1885年8月1日，即柏林西非會議閉幕四個半月後，利奧波德國王在剛果的副總幹事宣布該社會和領土從此它被佔領了，被稱為“剛果自由邦”。

## 外部連結
- Timeline for Congo — History Commons